# نیکلائه سکارئانو
نیکلائه سکارئانو (رومانیایی: Nicolae Secăreanu؛ ‏ تلفظ رومانیایی: [nikoˈla.e sekəˈre̯anu]؛ ‏ ۱۲ ژوئیه ۱۹۰۱ – ۲۹ سپتامبر ۱۹۹۲) بازیگر اهل رومانی بود. وی بین سال‌های ۱۹۴۶ تا ۱۹۸۸ میلادی فعالیت می‌کرد.
از فیلم‌هایی که وی در آنها نقش داشته‌است، می‌توان به میهای دلیر، هفت مرد و یک بدکاره و داس‌ها اشاره کرد.